# VSD Rangers 2024
Questa voce raccoglie le informazioni riguardanti i VSD Rangers nelle competizioni ufficiali della stagione 2024.

## Hungarian Football League 2024

### Stagione regolare
| Dunakeszi 13 aprile 2024, ore 15:00 2ª giornata | VSD Rangers | 8 – 28 | Budapest Wolves | Magyarság Sportpálya |

| Nyúl 21 aprile 2024, ore 15:00 3ª giornata | Győr Sharks | 24 – 0 | VSD Rangers | Nyúli Sportpálya |

| Dunakeszi 4 maggio 2024, ore 15:00 4ª giornata | VSD Rangers | 0 – 40 (0-13 0-13 0-7 0-7) | Budapest Cowbells | Magyarság Sportpálya |

| Budapest 25 maggio 2024, ore 15:00 6ª giornata | Budapest Titans | 42 – 14 | VSD Rangers | Szabadkikötő SE |

| 8 giugno 2024 7ª giornata | VSD Rangers | 0 – 27 | Újpest Bulldogs |  |

## Statistiche di squadra
| Competizione      | %Vittorie | In casa | In casa | In casa | In casa | In casa | In casa | In trasferta | In trasferta | In trasferta | In trasferta | In trasferta | In trasferta | Totale | Totale | Totale | Totale | Totale | Totale |
| Competizione      | %Vittorie | G       | V       | N       | P       | Pf      | Ps      | G            | V            | N            | P            | Pf           | Ps           | G      | V      | N      | P      | Pf     | Ps     |
| ----------------- | --------- | ------- | ------- | ------- | ------- | ------- | ------- | ------------ | ------------ | ------------ | ------------ | ------------ | ------------ | ------ | ------ | ------ | ------ | ------ | ------ |
| Stagione regolare | .000      | 3       | 0       | 0       | 3       | 8       | 95      | 2            | 0            | 0            | 2            | 14           | 66           | 5      | 0      | 0      | 5      | 22     | 161    |
| Totale            | .000      | 3       | 0       | 0       | 3       | 8       | 95      | 2            | 0            | 0            | 2            | 14           | 66           | 5      | 0      | 0      | 5      | 22     | 161    |